# Veronica odora
Veronica odora är en grobladsväxtart som beskrevs av Joseph Dalton Hooker. Veronica odora ingår i släktet veronikor, och familjen grobladsväxter. Inga underarter finns listade i Catalogue of Life.

## Bildgalleri

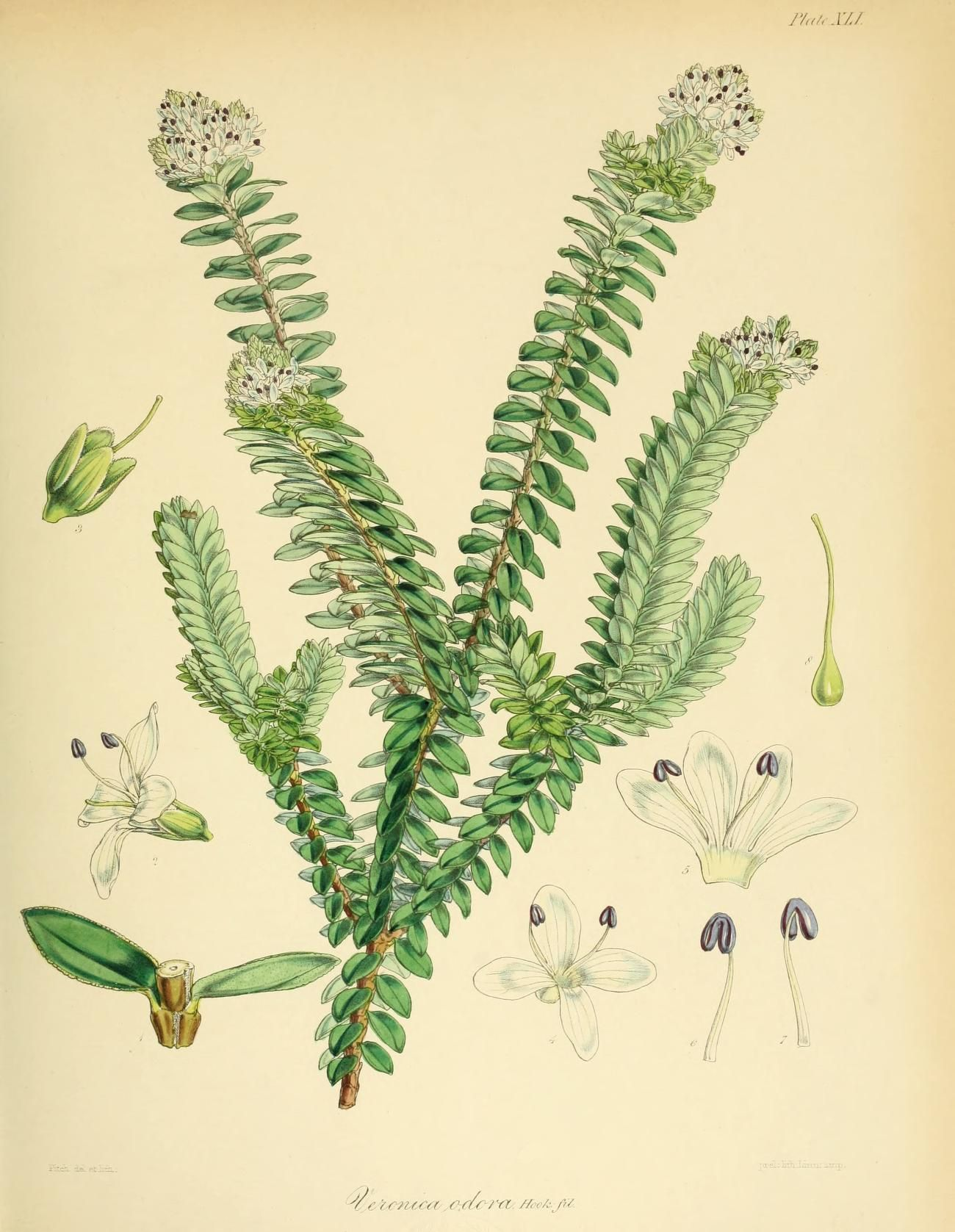
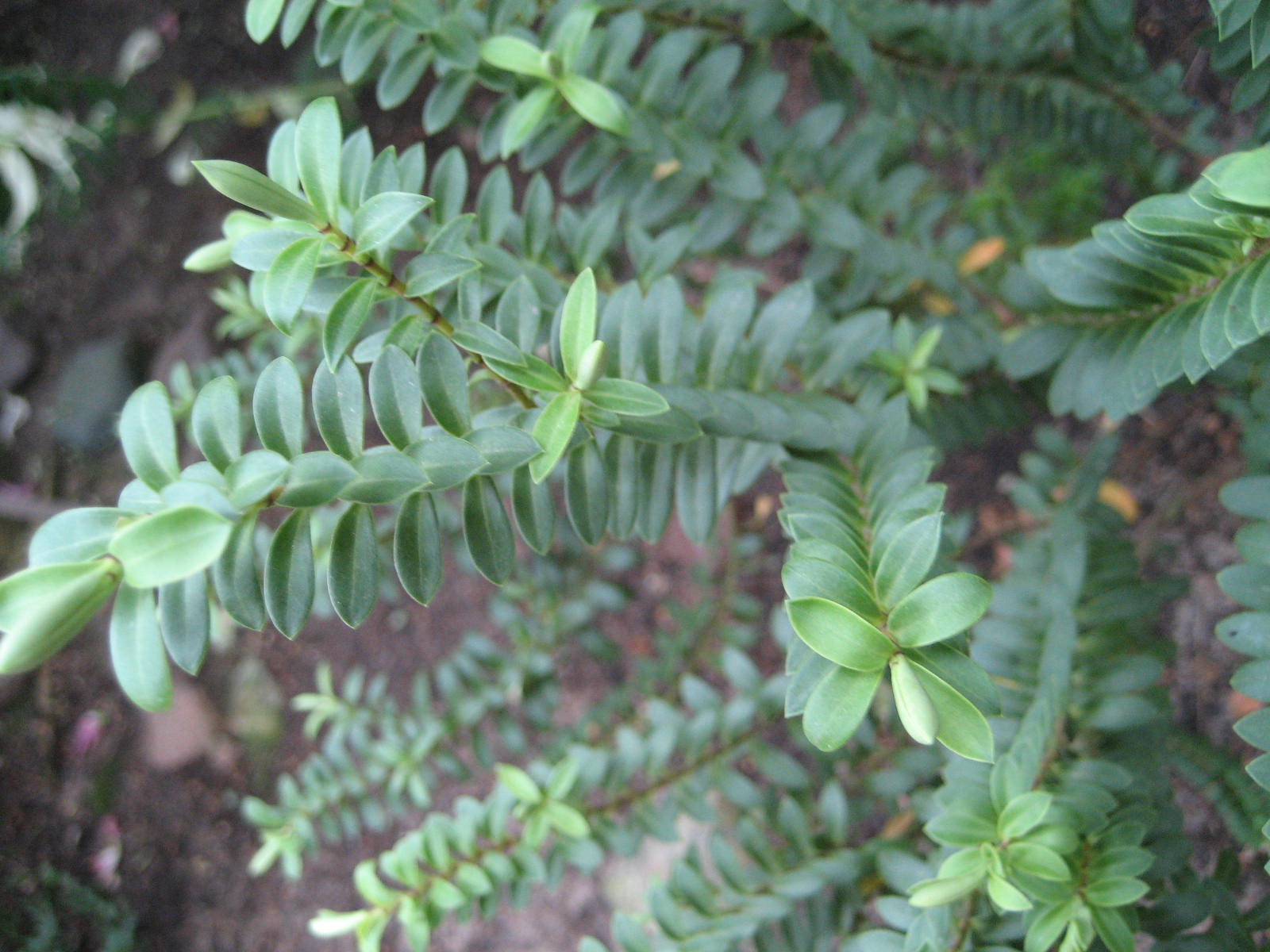
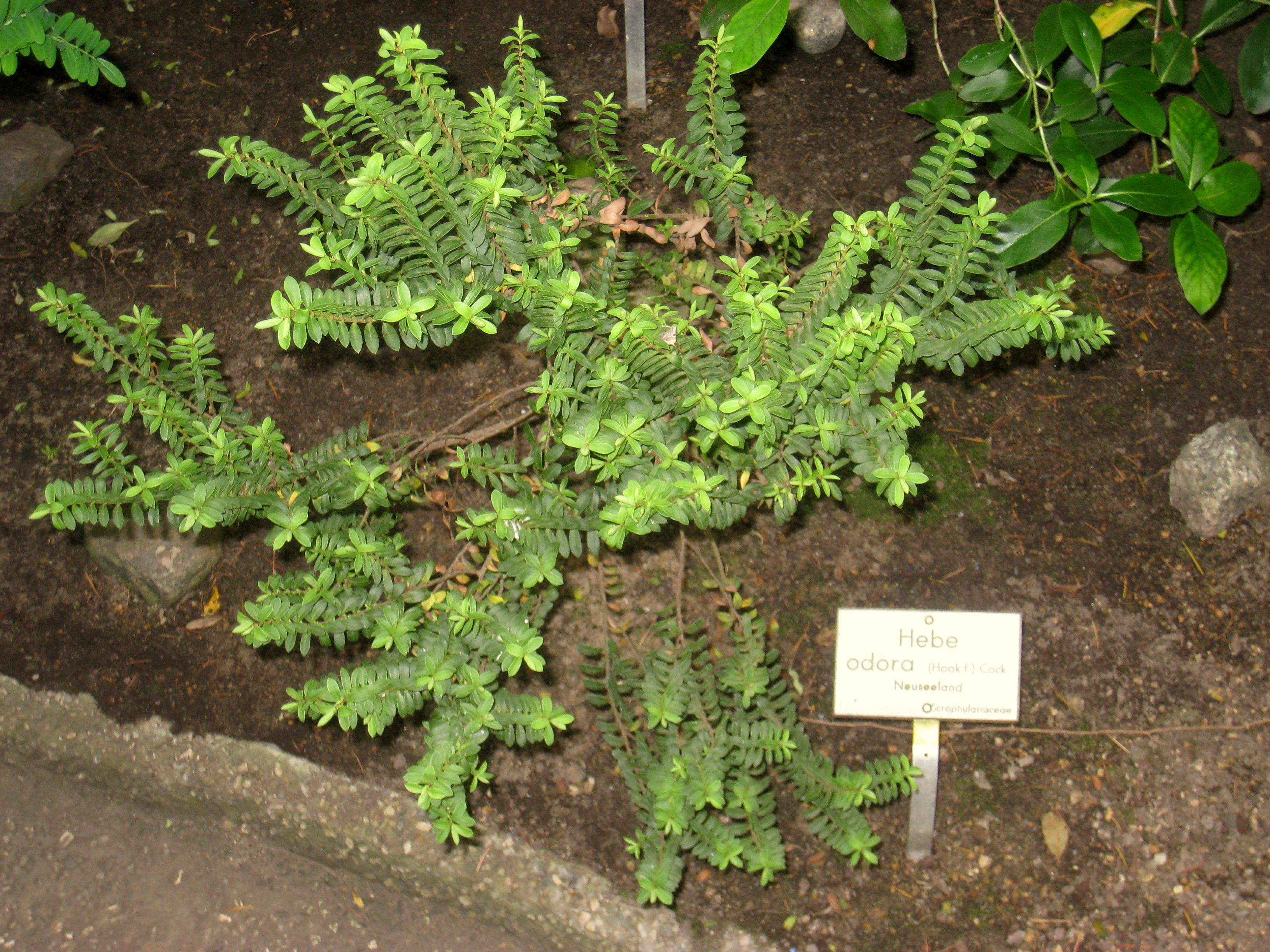
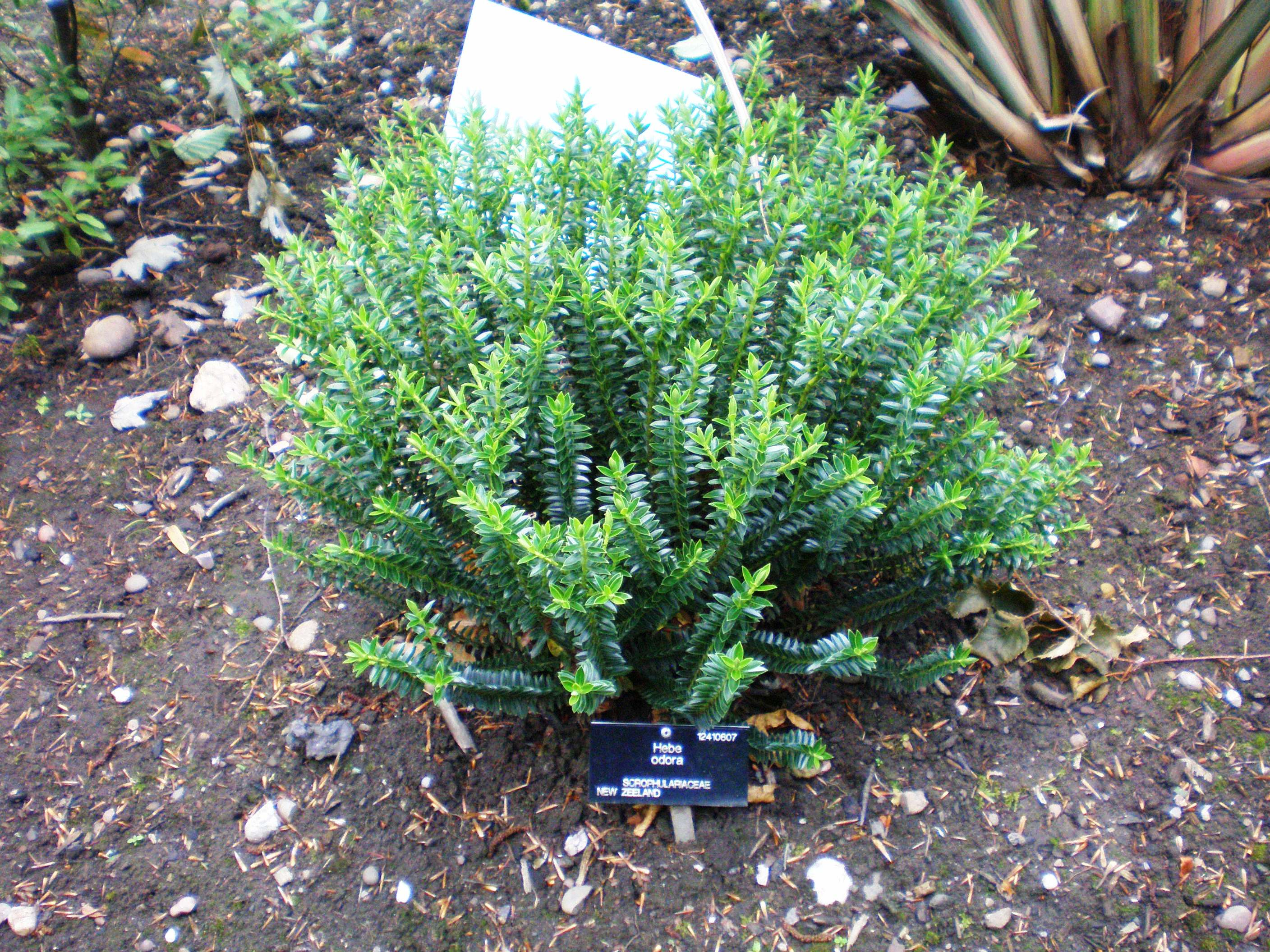